# Dachang, Chongqing
Dachang (kinesiska: 大昌) är en köping i sydvästra Kina. Den ligger i häradet Wushan i storstadsområdet Chongqing, omkring 360 kilometer nordost om det centrala stadsdistriktet Yuzhong. Antalet invånare är 36 217. Befolkningen består av 18 281 kvinnor och 17 936 män. Barn under 15 år utgör 22,0 %, vuxna 15-64 år 65 %, och äldre över 65 år 11,0 %.